# 杨桦 (体育学家)
杨桦（1955年5月9日—），男，汉族，中华人民共和国体育人物社会学家，曾任成都体育学院院长、四川省体育总局副主席，中国共产党党员，第十一届全国政协委员。

## 生平
1977年毕业于成都体育学院。2002年担任北京体育大学校长。2008年，当选第十一届全国政协委员，代表体育界，分入第四十三组。并担任教科文卫体委员会专委。